# Norapat
Norapat (in armeno Նորապատ?) è un comune dell'Armenia di 2 539 abitanti (2009) della provincia di Armavir.